# Tarnawka (powiat łańcucki)
Tarnawka – wieś w Polsce położona w województwie podkarpackim, w powiecie łańcuckim, w gminie Markowa.
| SIMC    | Nazwa          | Rodzaj    |
| ------- | -------------- | --------- |
| 0655528 | Tarnawka Dolna | część wsi |
| 0655534 | Tarnawka Górna | część wsi |

Prywatna wieś szlachecka, położona w województwie ruskim, w 1739 roku należała wraz z folwarkiem do klucza Kańczuga Lubomirskich. W latach 1975–1998 miejscowość należała administracyjnie do województwa rzeszowskiego.
Miejscowość jest siedzibą rzymskokatolickiej parafii Nawiedzenia Najświętszej Maryi Panny.
We wsi znajduje się murowana dawna cerkiew greckokatolicka ukończona w 1939 roku, obecnie kościół rzymskokatolicki. Druga dawna cerkiew, drewniana z 2 poł. XVII w., spłonęła w 1967 roku.